# Junior Hoilett
David Wayne Hoilett, couramment appelé Junior Hoilett, né le 5 juin 1990 à Brampton en Ontario, est un joueur international canadien de soccer. Il joue au poste d'attaquant à Hibernian FC.

## Biographie

### Jeunesse
Natif de Brampton, Junior Hoilett est le fils de David et d'Ingrid Hoilett. Son jeune frère, Jaineil, est également footballeur. Il commence le soccer au Brampton SC. Après un tournoi au pays de Galles, Manchester United et Blackburn Rovers lui propose un essai. Puis, il refuse l'offre de Manchester United pour rejoindre Blackburn Rovers en juillet 2003.

### Carrière en club

#### Différentes expériences en 2. Bundesliga (2008-2009)
À l'âge de seize ans, Junior Hoilett signe son premier contrat avec les Blackburn Rovers mais n'ayant pas le droit au permis de travail, il est prête au SC Paderborn 07 qui participe à la 2. Bundesliga en janvier 2008. Pour ses débuts professionnels, il entre en jeu contre le Kickers Offenbach en remplaçant Sven Lintjens le 3 février 2008 à l'occasion d'une défaite 2-1 pour le compte de la dix-huitième journée de 2. Bundesliga. C'est le 18 mai 2008 qu'il inscrit son premier but dans un championnat professionnel contre le Borussia Mönchengladbach (défaite 2-3). Son équipe est reléguée en 3. Liga à la fin de la saison. 
Le 28 juillet 2008, il est prêté pour la saison au FC Sankt Pauli qui évolue également en 2. Bundesliga. Il fait sa première apparition avec l'équipe première en Coupe d'Allemagne contre l'Erzgebirge Aue le 8 août 2008. Le 22 août, il fait ses débuts en 2. Bundesliga face au SpVgg Greuther Fürth (défaite 5-2). Le 12 septembre, il inscrit son premier but dans une défaite 4-1 contre le FC Kaiserslautern. Le 6 mars, il inscrit son premier doublé contre le Hansa Rostock, puis 15 mars il inscrit son second doublé contre l'Alemannia Aachen. Il termine sa première saison complète de 2. Bundesliga avec un bilan de six buts et quatre passes décisives en vingt-six rencontres.

#### Découverte de la Premier League avec Blackburn (2009-2012)
Le 9 juin 2009, Junior Hoilett obtient enfin son permis de travail. Blackburn rejette l'offre de prêt de Mayence 05, et il réintègre l'effectif des Rovers pour la saison 2009-10 de la Premier League. Pour ses débuts en Premier League, il entre en jeu contre Manchester City en remplaçant El-Hadji Diouf le 15 août 2009 à l'occasion d'une défaite 0-2 pour le compte de la première journée du championnat. Le 25 août, il inscrit son premier but en League Cup lors d'une victoire 1-3 contre Gillingham FC,. Le 25 février 2010, il prolonge son contrat de deux ans et demi avec Blackburn, jusqu'à la fin de la saison 2011-2012.
C'est le 23 janvier 2011 qu'il inscrit son premier but en Premier League contre le West Bromwich Albion (victoire 2-0),. La saison suivante, il devient titulaire indiscutable, et inscrit son premier doublé en Premier League contre le Wolverhampton Wanderers le 10 mars 2012 à l'occasion d'une victoire 0-2 pour le compte de la 28e journée du championnat,. Il termine sa dernière saison avec Blackburn avec un bilan de sept buts et six passes décisives en trente-quatre rencontres de championnat. Son équipe est reléguée en Championship à la fin de la saison. 

#### Queens Park Rangers (2012-2016)
En fin de contrat avec Blackburn, Junior Hoilett signe un contrat de quatre ans en faveur des Queens Park Rangers qui participe également à la Premier League le 27 juillet 2012,. Le 18 août, il fait ses débuts avec les QPR face à Swansea City lors de la première journée de Premier League (défaite 0-5),. Le 26 septembre, il inscrit son premier but avec les QPR en League Cup lors d'une défaite 2-3 contre Reading FC. Il inscrit son premier but en Premier League avec les QPR contre Everton FC le 21 octobre 2012 à l'occasion d'un match nul 1-1 pour le compte de la 8e journée du championnat. Son équipe est reléguée en Championship à la fin de la saison. 
La saison suivante, il fait ses débuts en Championship face à Sheffield Wednesday le 3 août 2013 (victoire 2-1). Sept jours plus tard, il inscrit son premier but en Championship face à Huddersfield Town lors d'un match nul de 1-1. Quatre mois plus tard, il marque son deuxième but de la saison lors d'une victoire de 3 à 0 contre l'AFC Bournemouth. À la fin de la saison, les QPR sont promus en Premier League, après avoir gagné le play-off contre Derby County,. Pour sa deuxième saison en Premier League, il ne joue que vingt-deux parties et son équipe est reléguée pour la deuxième fois en Championship.
Après six rencontres de championnat sur le banc des remplaçants au cours desquelles il n'entre pas en jeu, il fait sa première apparition, et inscrit également son premier but lors de la 13e journée de Championship contre le Milton Keynes Dons (victoire 3-0). Après avoir échoué à obtenir un nouveau contrat avec les QPR à la fin de la saison 2015-16, il quitte le club à l'été 2016.

#### Cardiff City (2016-2021)
Le 10 octobre 2016, David Hoilett signe un contrat jusqu’à la fin de la saison avec Cardiff City qui participe à la Championship,. Le 14 octobre, il fait ses débuts avec Cardiff face à Bristol City lors de la 12e journée de Championship (victoire 2-1),. Il inscrit son premier but contre Huddersfield Town le 19 novembre à l'occasion d'une victoire 3-2 pour le compte de la 17e journée de Championship. Il prolonge son contrat d'une saison le 6 juin 2017. Il termine sa première saison avec un bilan de deux buts et cinq passes décisives en trente-trois rencontres de championnat. 
Pour sa deuxième saison, il inscrit neuf buts et onze passes décisives en quarante-six rencontres de championnat. Le 16 janvier 2018, il inscrit un doublé en FA Cup contre Mansfield Town. À la fin de la saison, le club obtient sa montée en Premier League,. Il prolonge son contrat de trois ans le 26 juin 2018.
Pour sa troisième saison à Cardiff, il fait son retour en Premier League face à l'AFC Bournemouth lors de la première journée du championnat le 11 août 2018 (défaite 2-0),. Il inscrit son premier but en Premier League depuis 2012 contre Wolverhampton Wanderers le 30 novembre à l'occasion d'une victoire 2-1 pour le compte de la 17e journée de Championship,. Son équipe est reléguée en Championship à la fin de la saison.

### Carrière internationale
David Hoilett est éligible pour représenter le Canada ou la Jamaïque en équipe nationale. En février 2011, il a décliné une convocation de l'équipe nationale, affirmant qu'il voulait d'abord se concentrer sur sa carrière professionnelle. Approché par la Fédération de Jamaïque de football. En septembre 2015, il choisit de représenter le Canada.
Le 2 octobre 2015, David Hoilett est convoqué pour la première fois en équipe du Canada par le sélectionneur national Benito Floro, pour un match amical contre le Ghana. Le 13 octobre, il honore sa première sélection face au Ghana. Lors de ce match, il commence la rencontre comme titulaire, et sort du terrain à la 87e minute de jeu, en étant remplacé par Maxim Tissot. La rencontre se solde par un match nul (1-1). Le 6 septembre 2016, il délivre ses deux premières passes décisives, lors du match des éliminatoires de la Coupe du monde de 2018 contre le Salvador.
Le 27 juin 2017, il fait partie des 23 appelés par le sélectionneur national Octavio Zambrano pour la Gold Cup 2017. Lors de cette compétition, il joue quatre rencontres et inscrit un but face à la Jamaïque. Le Canada s'incline en quart de finale contre la Jamaïque. Le 30 mai 2019, il fait de nouveau partie des 23 appelés par le sélectionneur national John Herdman pour la Gold Cup 2019. Lors de cette compétition, il joue trois matchs, inscrit deux buts contre la Martinique et Cuba. Il délivre deux passes décisives, lors du match face à Cuba. Le Canada s'incline en quart de finale face à Haïti.
Le 7 septembre 2019, lors de la Ligue des nations de la CONCACAF, il est pour la première fois capitaine de la sélection canadienne, et inscrit son premier triplé face à Cuba. Le match se solde par une large victoire 6-0 des Canadiens.
Le 1er juillet 2021, il est retenu dans la liste des vingt-trois joueurs canadiens sélectionnés par John Herdman pour disputer la Gold Cup 2021.
Le 13 novembre 2022, il est sélectionné par John Herdman pour participer à la Coupe du monde 2022.

## Statistiques

### Statistiques détaillées
| Saison                | Club                   | Championnat           | Championnat | Championnat | Championnat | Coupe nationale | Coupe nationale | Coupe nationale | Coupe de la Ligue | Coupe de la Ligue | Coupe de la Ligue | Séries | Séries | Séries | Total | Total | Total |
| Saison                | Club                   | Division              | M.          | B.          | P.d.        | M.              | B.              | P.d.            | M.                | B.                | P.d.              | M.     | B.     | P.d.   | M.    | B.    | P.d.  |
| 2007-2008             | SC Paderborn (prêt)    | 2. Bundesliga         | 13          | 1           | 2           | -               | -               | -               | -                 | -                 | -                 | -      | -      | -      | 13    | 1     | 2     |
| 2008-2009             | FC St. Pauli (prêt)    | 2. Bundesliga         | 26          | 6           | 4           | 1               | 0               | 0               | -                 | -                 | -                 | -      | -      | -      | 27    | 6     | 4     |
| 2009-2010             | Blackburn Rovers       | Premier League        | 23          | 0           | 0           | 0               | 0               | 0               | 4                 | 1                 | 1                 | -      | -      | -      | 27    | 1     | 1     |
| 2010-2011             | Blackburn Rovers       | Premier League        | 24          | 5           | 1           | 2               | 1               | 0               | 2                 | 0                 | 0                 | -      | -      | -      | 28    | 6     | 1     |
| 2011-2012             | Blackburn Rovers       | Premier League        | 34          | 7           | 6           | 0               | 0               | 0               | 3                 | 0                 | 1                 | -      | -      | -      | 37    | 7     | 7     |
| Sous-total            | Sous-total             | Sous-total            | 81          | 12          | 7           | 2               | 1               | 0               | 9                 | 1                 | 2                 | 0      | 0      | 0      | 92    | 14    | 9     |
| 2012-2013             | Queens Park Rangers    | Premier League        | 26          | 2           | 3           | 0               | 0               | 0               | 2                 | 1                 | 0                 | -      | -      | -      | 28    | 3     | 3     |
| 2013-2014             | Queens Park Rangers    | Championship          | 35          | 4           | 5           | 0               | 0               | 0               | 1                 | 0                 | 1                 | 3      | 0      | 1      | 39    | 4     | 7     |
| 2014-2015             | Queens Park Rangers    | Premier League        | 22          | 0           | 1           | 1               | 0               | 0               | 1                 | 0                 | 0                 | -      | -      | -      | 24    | 0     | 1     |
| 2015-2016             | Queens Park Rangers    | Championship          | 29          | 6           | 2           | 0               | 0               | 0               | 2                 | 0                 | 0                 | -      | -      | -      | 31    | 6     | 2     |
| Sous-total            | Sous-total             | Sous-total            | 112         | 12          | 11          | 1               | 0               | 0               | 6                 | 1                 | 1                 | 3      | 0      | 1      | 122   | 13    | 13    |
| 2016-2017             | Cardiff City           | Championship          | 33          | 2           | 5           | 0               | 0               | 0               | -                 | -                 | -                 | -      | -      | -      | 33    | 2     | 5     |
| 2017-2018             | Cardiff City           | Championship          | 46          | 9           | 11          | 3               | 2               | 0               | 1                 | 0                 | 1                 | -      | -      | -      | 50    | 11    | 12    |
| 2018-2019             | Cardiff City           | Premier League        | 32          | 3           | 1           | 1               | 0               | 0               | 0                 | 0                 | 0                 | -      | -      | -      | 33    | 3     | 1     |
| 2019-2020             | Cardiff City           | Championship          | 41          | 7           | 2           | 1               | 0               | 0               | 1                 | 0                 | 0                 | 2      | 0      | 0      | 45    | 7     | 2     |
| 2020-2021             | Cardiff City           | Championship          | 21          | 2           | 2           | 1               | 0               | 0               | 1                 | 0                 | 0                 | -      | -      | -      | 23    | 2     | 2     |
| Sous-total            | Sous-total             | Sous-total            | 173         | 23          | 21          | 6               | 2               | 0               | 3                 | 0                 | 1                 | 2      | 0      | 0      | 184   | 25    | 22    |
| 2021-2022             | Reading FC             | Championship          | 27          | 3           | 2           | -               | -               | -               | -                 | -                 | -                 | -      | -      | -      | 27    | 3     | 2     |
| 2022-2023             | Reading FC             | Championship          | 33          | 1           | 0           | 1               | 0               | 0               | -                 | -                 | -                 | -      | -      | -      | 34    | 1     | 0     |
| Sous-total            | Sous-total             | Sous-total            | 60          | 4           | 2           | 1               | 0               | 0               | 0                 | 0                 | 0                 | 0      | 0      | 0      | 61    | 4     | 2     |
| 2023                  | Whitecaps de Vancouver | MLS                   | 7           | 0           | 0           | -               | -               | -               | -                 | -                 | -                 | 2      | 0      | 0      | 9     | 0     | 0     |
| 2023-2024             | Aberdeen FC            | Premiership           | 13          | 2           | 7           | 2               | 0               | 2               | -                 | -                 | -                 | -      | -      | -      | 15    | 2     | 9     |
| 2024-2025             | Hibernian FC           | Premiership           | 8           | 1           | 0           | -               | -               | -               | -                 | -                 | -                 | -      | -      | -      | 8     | 1     | 0     |
| Total sur la carrière | Total sur la carrière  | Total sur la carrière | 493         | 61          | 54          | 13              | 3               | 2               | 18                | 2                 | 4                 | 7      | 0      | 1      | 531   | 66    | 61    |

## Palmarès
- Avec  Cardiff City
  - Vice-champion de l'EFL Championship (deuxième division) en 2018